# Чапле-Мале
Ча́пле-Ма́ле (пол. Czaple Małe) — село в Польше в сельской гмине Голча Мехувского повета Малопольского воеводства.
Село располагается в 5 км от административного центра гмины села Голча, в 9 км от административного центра повета города Мехув и в 27 км от административного центра воеводства города Краков.
В 1975—1998 годах село входило в состав Краковского воеводства.